# Viticulture en Serbie

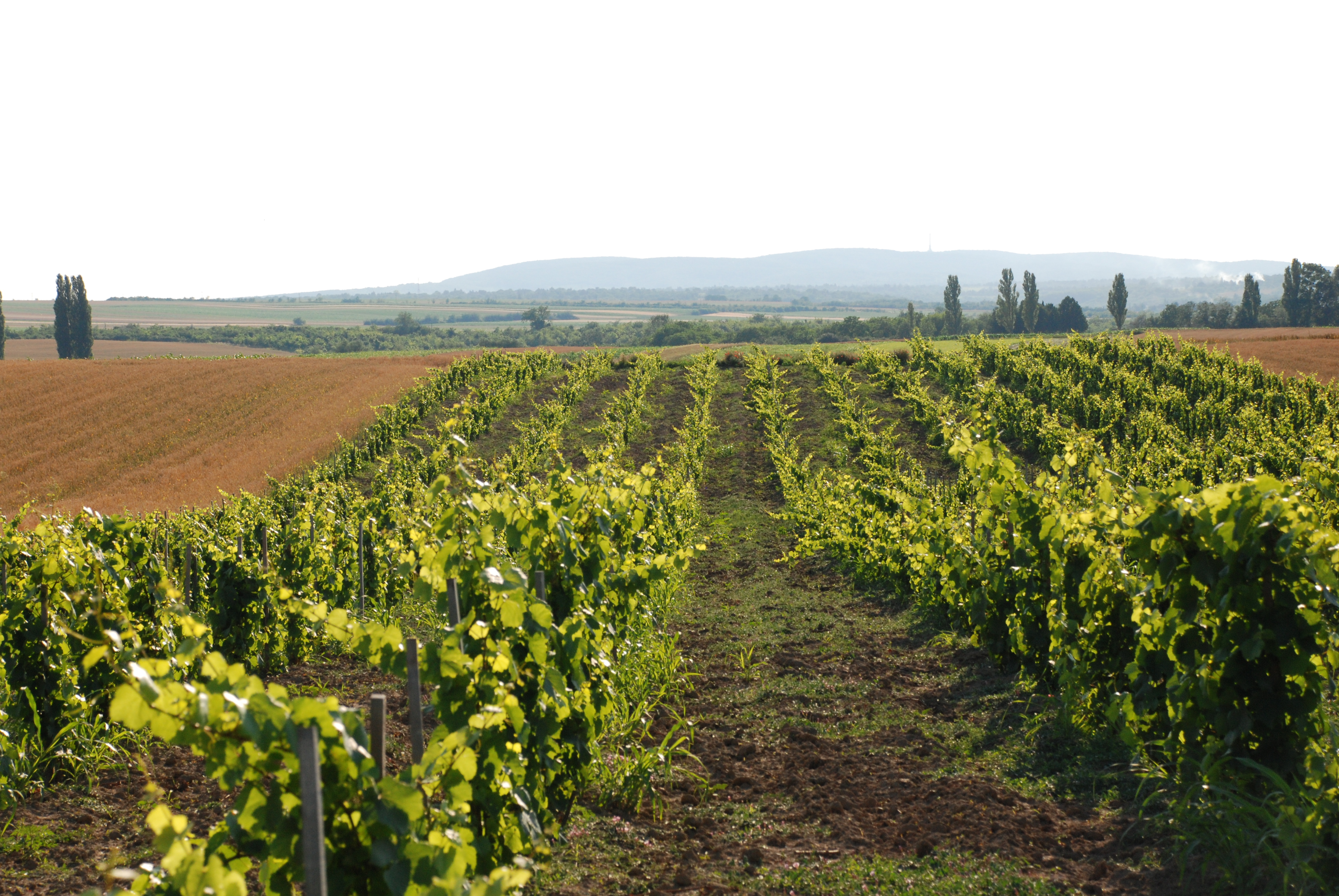
Vignes sur le plateau de loess, région de Syrmie, près d'Inđija

La viticulture en Serbie continue une tradition antique, qui remonte aux Thraces et aux Grecs.
La viticulture serbe actuelle s'étend en 2017 sur 70 000 hectares, et produit des vins de cépages locaux, et de mélanges de cépages.
La viticulture serbe a été marquée par plusieurs alternances de périodes fastes, puis de nombreuses crises, et connaît récemment un renouveau.
Plusieurs vins sont exportés, notamment le « Amselfelder » en Allemagne.

## Histoire

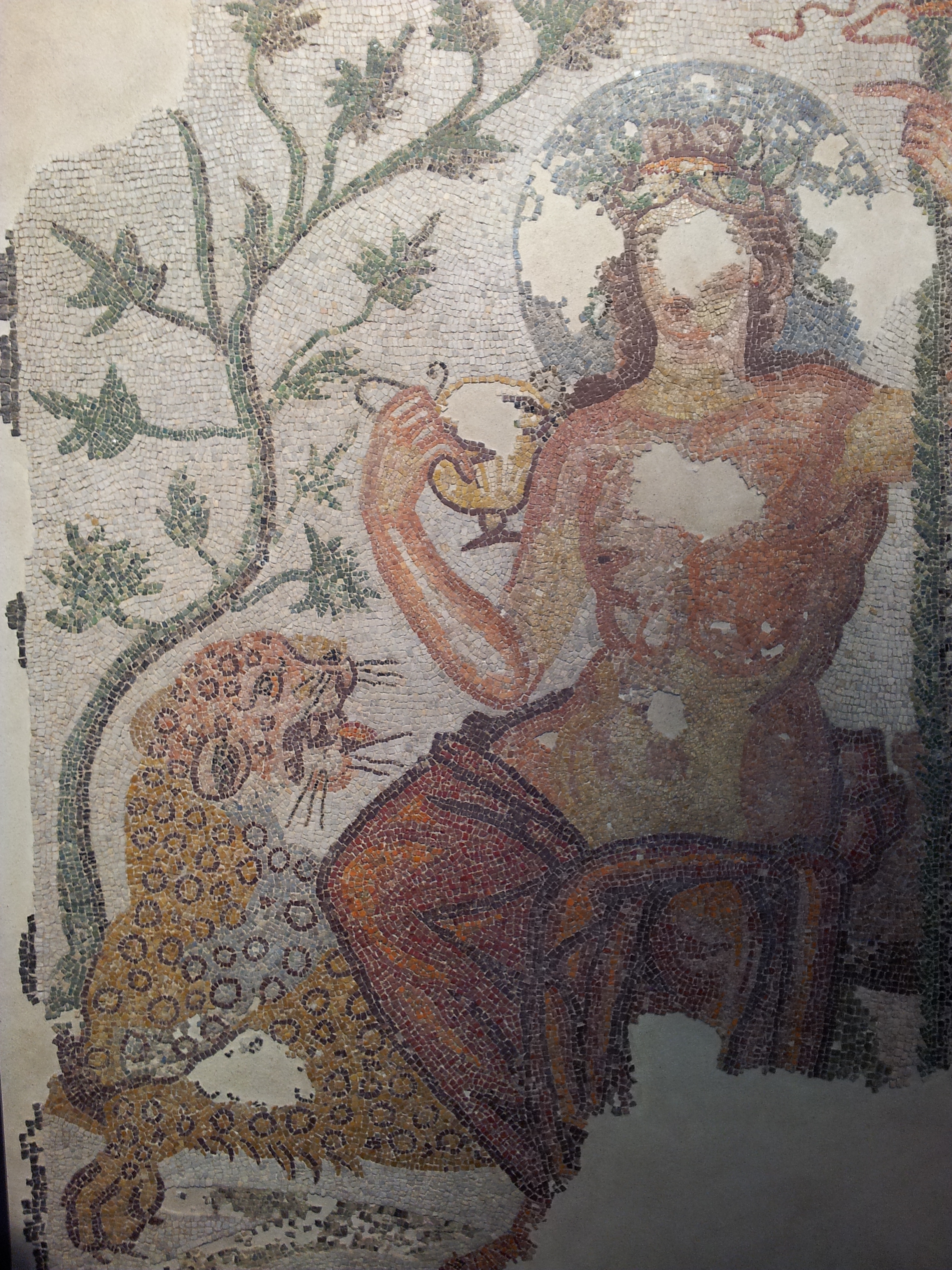
Mosaïque représentant Dionysos, palais de Galère

### Antiquité
Des domaines viticoles sont exploités dès l'époque romaine.
Après l'interdiction par Domitien, en 92, de la culture du vin en dehors des provinces romaines, c'est seulement sous  le règne de Marc-Aurèle, au IIIe siècle, qu'on peut observer la réintroduction de la viticulture dans l'actuelle Serbie, et particulièrement en Syrmie.
Le palais de Galère à  Felix Romuliana montre la place centrale jouée alors par le culte de Dionysos.
La christianisation de la région laisse au vin une place importante, notamment dans son usage liturgique en orthodoxie.
La Topličane est alors la région d'origine de la culture du cépage Prokupac.

### Moyen Âge

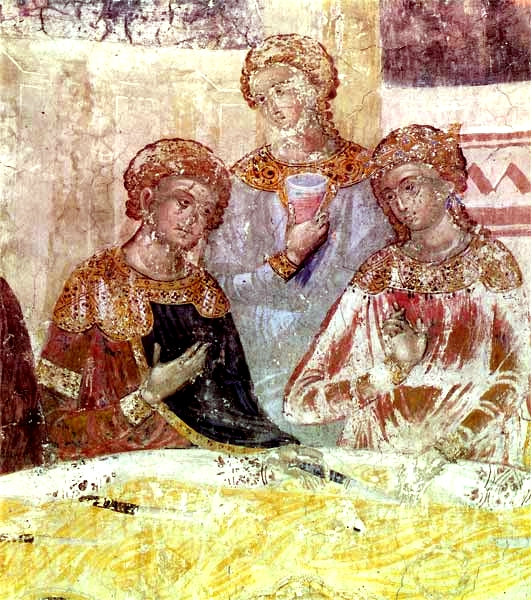
Fresque représentant les Noces de Cana, Maître de Kalenić, vers 1413

La diffusion du christianisme au bas Moyen Âge entraîne un contexte favorable à la viticulture.
Les populations slaves nouvellement installées acquièrent les méthodes de vinification.
Les familles nobles des Vlastimirovići et Višeslavići exercent une influence positive sur le développement de vignobles, de même que les Nemanjić après le IXe siècle.
Les monastères et les vignobles féodaux entretiennent une forte tradition vinicole.
Les fouilles archéologiques montrent cet essor médiéval, et permettent, à la suite de la découverte de pithos à Velika Hoča, de conclure à une viticulture ininterrompue depuis l'antiquité romaine.
La viticulture est officiellement attestée dans la charte du monastère de Studenica, pendant le règne de Stefan Nemanja, qui offre les vignobles environnants au monastère et à celui d'Hilandar en 1199.
Velika Hoča devient alors, avec ses douze églises, un centre culturel où s'établissent aussi bien les moines que les seigneurs féodaux, qui développent la viticulture dans toute la Métochie.
Les souverains successifs développent la culture de la vigne : Stefan Uroš II. Milutin au Kosovo, Stefan Dragutin, souverain de la région de Mačva, en Pocerina et Syrmie.
Pendant le règne du tsar Stefan Dušan, la viticulture est encouragée autour de Prizren.
Une canalisation en céramique longue de 25 kilomètres relie les caves de Velika Hočas à la résidence princière de Prizren.
La conquête ottomane prohibe la viticulture.
Elle persiste cependant et donne lieu à des échanges illégaux sur le plan local.

### Époque contemporaine
La crise européenne du phylloxéra au XIXe siècle permet à la Serbie d'exporter ses vins, particulièrement ceux de la Negotinska Krajina, dans la vallée du Timok.
Ces vins, primés dans les expositions universelles ou internationales connaissent un succès certain.
Et l'ambassadeur français en Serbie René Milieu, ambassadeur de France en Serbie en 1890, écrit à leur sujet : « La meilleure région pour la production de grands vins est la Negotinska Krajina, dans laquelle on produit le meilleur vin serbe, le Negotinsko Vino. Ce vin contient beaucoup de tanins, de sucre, d'alcool et ne perd pas dans le transport ses caractéristiques d'origine. On peut le mélanger avec d'autres bons vins, c'est pourquoi on l'apprécie beaucoup à Bordeaux ».
La création de la Yougoslavie, puis les guerres de Yougoslavie affaiblissent cependant durablement les vignobles serbes, qui perdent les trois quarts de leur surface.
Le Amselfelder (de) est, dans les années 1960, le vin le plus exporté en Allemagne de l'Ouest.
Un festival international du vin se tient chaque année à Belgrade depuis 2004.
La viticulture serbe connaît un renouveau dans les années 2000.
Les exportations de vins ont doublé entre 2006 et 2014, pour atteindre 17 millions d'euros en 2014.
La viticulture concerne en 2015 100 000 ménages sur une population d'un peu plus de 7 millions d'habitants.

## Régions vinicoles

Régions viticoles de Serbie

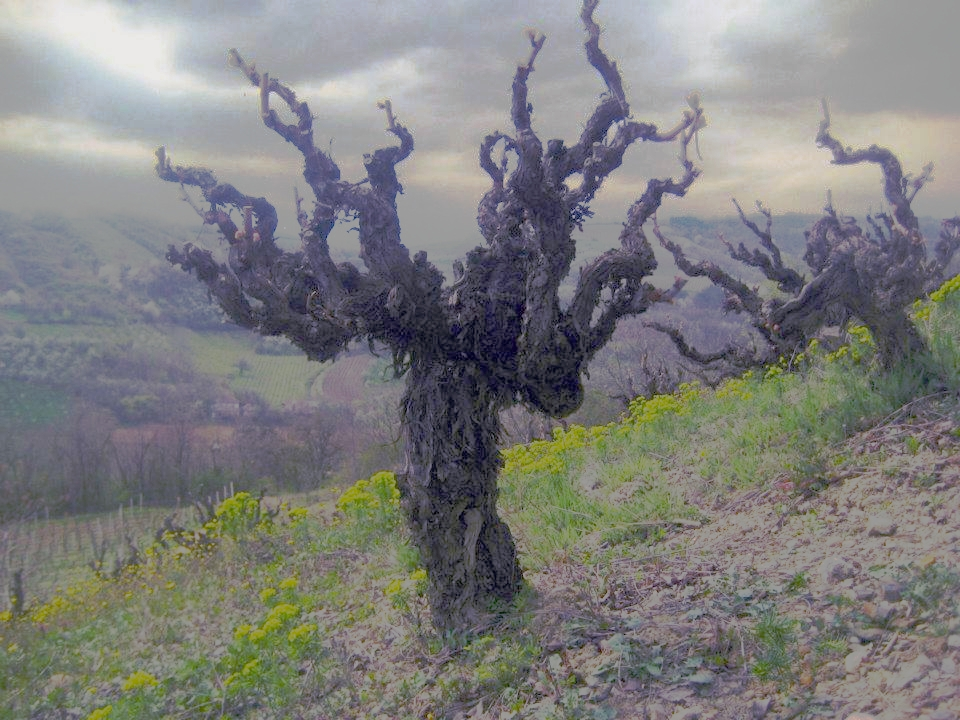
Ceps de vigne centenaires de Prokupac, domaine Vino Budimir, Aleksandrovac

Les plus importantes régions vinicoles serbes sont la Moravie occidentale, le Timok, la Morava méridionale et la Métochie, cette dernière se trouvant à présent au Kosovo.
|  | 1. Timok               |
|  | 2. Morava méridionale  |
|  | 3. Moravie occidentale |
|  | 4. Velika Morava       |
|  | 5. Pocerina            |
|  | 6. Syrmie              |
|  | 7. Banat               |
|  | 8. Subotica-Horgoš     |
|  | 9. Métochie            |

## Cépages
Les cépages locaux, tels le prokupac (en),, les kadarka, jagoda, tamjanika (en), smederevka (en), vranac et krstač sont utilisés soit seuls pour produire des vins autochtones, soit en association avec du riesling, du gamay, merlot ou cabernet sauvignon. En 2018, les cépages internationaux dominent cependant.